# خالد خروبی
خالد خروبی (عربی: خالد خروبي؛ زادهٔ ۱۱ فوریهٔ ۱۹۸۴) بازیکن فوتبال اهل فرانسه است.
از باشگاه‌هایی که در آن بازی کرده‌است می‌توان به باشگاه ورزشی ویتوریا، باشگاه فوتبال والنسین، باشگاه فوتبال مولودیه وهران و باشگاه فوتبال المپیک لیون اشاره کرد.
وی همچنین در تیم ملی فوتبال الجزایر بازی کرده‌است.